# 聖パンテレイモン修道院 (アトス山)

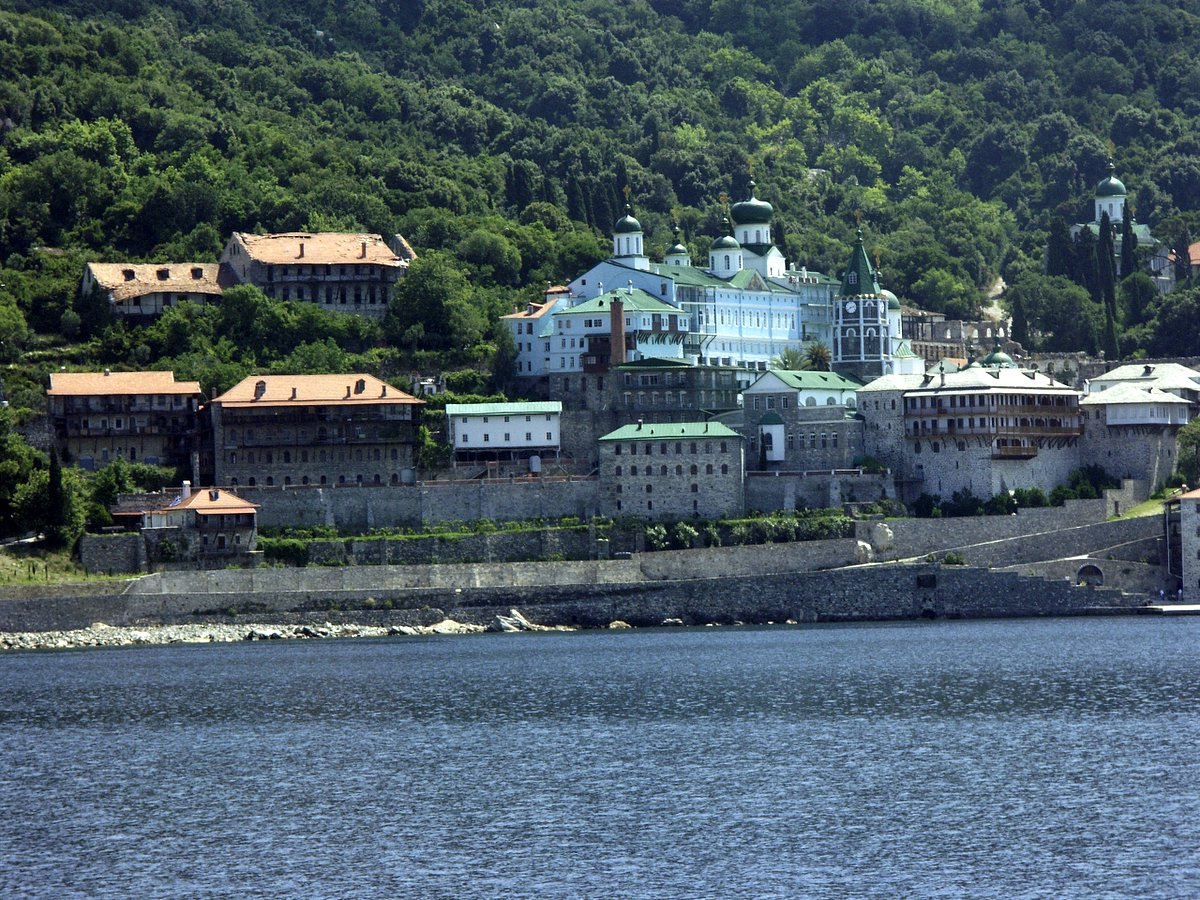
洋上から撮影された聖パンテレイモン修道院。アトス山にある他の修道院によく見られる赤系統の色彩の屋根ではなく、緑色の屋根が特徴。

聖パンテレイモン修道院（せいパンテレイモンしゅうどういん、ギリシア語: Μονή Αγίου Παντελεήμονος , ロシア語: Монасты́рь свято́го Пантелеи́мона на Афоне）は、アトス山にある正教会の修道院。
アトス山にあるが、ロシア人修道士達が生活して運営している修道院である。この事からギリシャ語で「ロシアの」を意味する「ロシコン」（ギリシア語: Ρωσσικόν）の別名がある。
現代の修道院の建物が今の位置に建てられたのは1765年のことであるが、起源は11世紀にまで遡る
聖パンテレイモンを記憶する主聖堂は1812年起工、1821年竣工。聖堂のつくりはアトス山の他の修道院と同様のスタイルに則っているが、内部のフレスコ画イコンは19世紀ロシア風となっている。他に多くの小聖堂が修道院内にある。19世紀初頭に修道院の建設が進んだ際には、モルド・ヴァラキアの支配者からの財政支援もあった。
1968年には大規模な火災に遭った。
1895年には1000人、1903年には1446人の修道士が居たが、1990年現在、修道院で生活する修道士は35人となっている（ロシア正教会の歴史#ソ連：無神論政権による弾圧の時代も参照）。